# Alfredo Simón
Alfredo Simón Cabrera (nacido el 8 de mayo de 1981 en Santiago) es un lanzador dominicano que juega con los Tigres de Quintana Roo en la Liga Mexicana de Béisbol. Entre 2001 y parte de 2004 lanzó bajo el nombre de Carlos Cabrera.

## Carrera

### Ligas menores
Simón fue firmado el 9 de julio de 1999 por los Filis de Filadelfia. Originalmente firmó con el nombre de Carlos Cabrera, y pretendiendo ser 21 meses más joven de lo que era en realidad. Hizo su debut profesional en 2000 con La Vega Phillies, en la Dominican Summer League. En 2004, los Filis descubrieron su verdadero nombre y edad. Poco después, fue canjeado junto con Ricky Ledée a los Gigantes de San Francisco por Félix Rodríguez.
Simón fue asignado al equipo A avanzada San Jose Giants. Tuvo un mal inicio, registrando una efectividad de 5.68 en 6 apertura mientras terminaba con récord de 1-2. Su próxima temporada, fue promovido al nivel AA con Norwich Navigators. Abrió solo una parte del año, y cerró la mayor parte de la temporada, registrando una efectividad de 5.03 en 43 partidos (9 como abridor). En 2006, comenzó la temporada en San Jose Giant, pero fue promovido a AAA con Grizzlies de Fresno. Después de la temporada se declaró agente libre.
El 3 de noviembre de 2006, Simón firmó con los Rangers de Texas. En diciembre, los Orioles de Baltimore lo seleccionaron en el Draft de Regla 5. El mismo día, los Orioles lo cambiaron de nuevo a los Filis de Filadelfia por Adán Donachie y dinero en efectivo.
El 17 de marzo de 2007, los Filis volvieron a enviar a Simón a los Rangers de Texas. Simón lanzó como abridor en AAA para Oklahoma RedHawks. Tuvo un mal año, terminando con récord de 5-10 con una efectividad de 6.43 en 22 aperturas. Después de la temporada, se declaró agente libre.
El 10 de enero de 2008, firmó con los Dodgers de Los Ángeles. Fue liberado el 30 de marzo, antes de que comenzara la temporada.
Después de ser liberado, Simón  firmó con los Sultanes de Monterrey de la Liga Mexicana. Lanzó muy bien con ellos, terminando con récord de 7-2 con una efectividad de 2.67 en 15 partidos (11 como abridor). Durante la temporada, fue firmado por los Orioles de Baltimore.

### Grandes Ligas

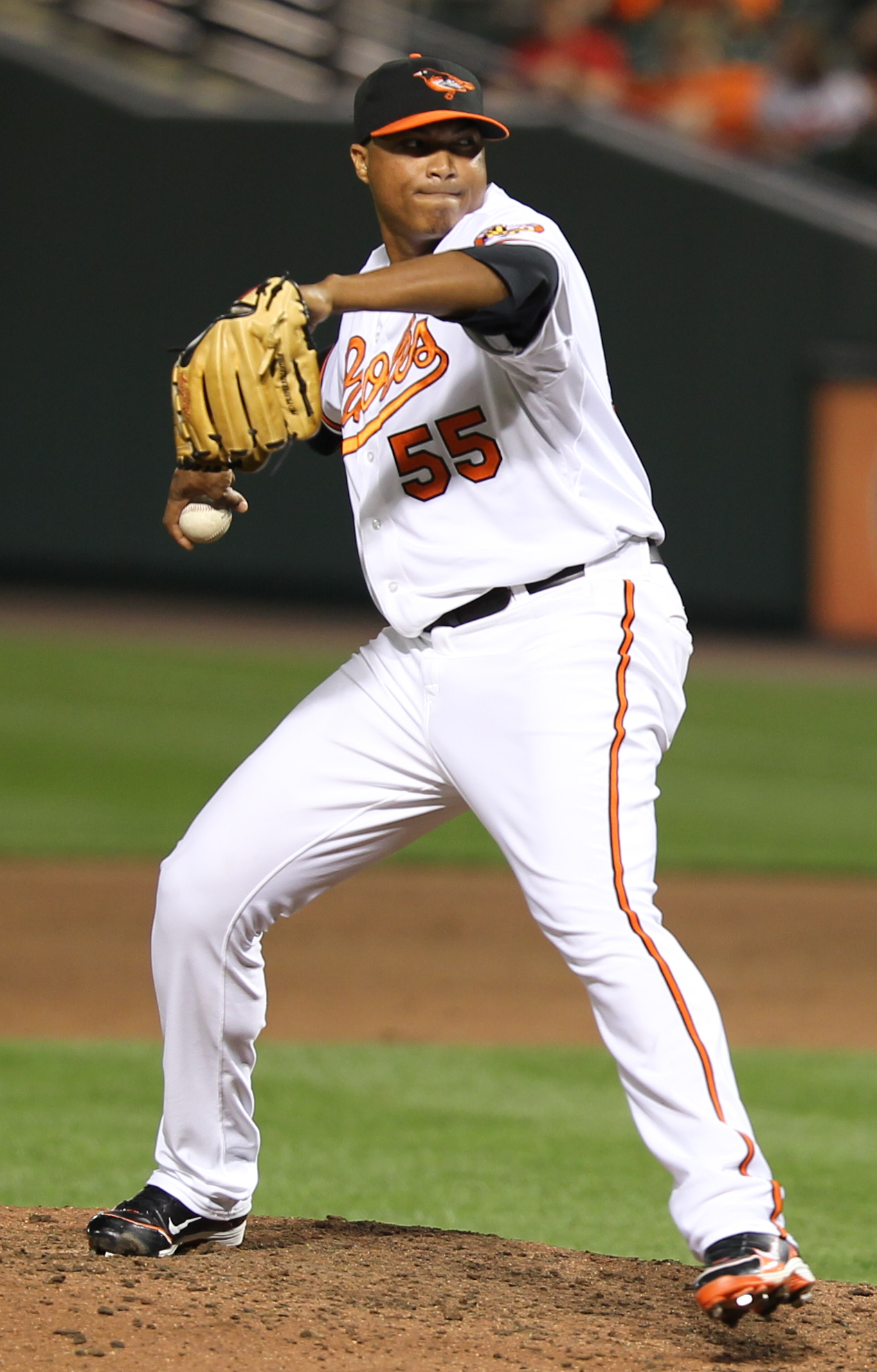
Simón en 2011

#### Baltimore Orioles (2008-presente)
Los Orioles asignaron originalmente a Simón a AAA con Norfolk Tides, pero lo llamaron rápidamente. El 6 de septiembre, finalmente hizo su debut en Grandes Ligas. Terminó 2008 con una efectividad de 6.23 en cuatro partidos (uno como abridor), pero salió sin decisión en cada uno. En 2009, después de una fuerte actuación de pretemporada, fue seleccionado para rotación de abridores de los Orioles. Sin embargo, estuvo lesionado en apenas su segunda apertura del año, y tuvo que perderse el resto del año después de someterse a una cirugía Tommy John.
Simón no pudo hacer el roster de los Orioles en los entrenamientos de primavera en 2010, pero el 27 de abril, los Orioles lo promovieron a AAA con Norfolk. El mismo día, se convirtió en cerrador de los Orioles (debido al mal pitcheo y una lesión posterior de Mike González), y logró su primer salvamento en contra de los Yanquis de Nueva York. Lanzó una entrada y permitió dos carreras sucias. Coincidencialmente, los Yankees fueron el mismo equipo en contra del cual Simón obtuvo su primera decisión. Simón convirtió su primeras cinco oportunidades de salvamento antes de echar a perder una contra los Indios de Cleveland el 15 de mayo. A través de la temporada 2010, Simón convirtió 17 de 21 oportunidades de salvamento. Después de echar a perder un salvamento el 9 de agosto de 2010, Simón no recibió otra oportunidad de salvar esa temporada mientras Koji Uehara fue utilizado con mayor regularidad en el papel de cerrador.
El 21 de mayo de 2011, Simón fue activado de la lista restringida. Jason Berken fue enviado para hacerle espacio en el roster.

## Acusaciones de homicidio involuntario
En enero de 2011, Simón presuntamente disparó y mató a Michel Castillo Almonte e hirió a su hermano de 17 años de edad durante la celebración de fin de año en Luperón, República Dominicana. Simón negó las acusaciones. La policía ha anunciado su intención de presentar cargos de homicidio involuntario.
En marzo de 2011, tras fuertes protestas, Simón fue liberado bajo fianza. El 8 de noviembre de 2011, Simón fue absuelto de homicidio involuntario.